# Caunas de Menerbés
Caunas de Menerbés (en francès Caunes-Minervois) és un municipi de França de la regió d'Occitània, al departament de l'Aude

## Patrimoni cultural
- Abadia de Caunes, monestir benedictí d'estil romànic, catalogat com a monument històric.